# Schmied Zoltán
Schmied Zoltán (Budapest, 1975. december 15. –) magyar színművész.

## Pályafutása
A Városmajori Gimnáziumban tanult, ahol tagja volt a színjátszó körnek is. Érettségi után egy évig a Pince Színház stúdiójának tanulója (1994-1995). 1995-2003 között az Atlantis Színház tagja. Közben felveszik a Színház- és Filmművészeti Egyetemre, de nem akarja otthagyni a színjátszást, ezért el sem kezdi az egyetemet. Közben fellépett a Vígszínház és a Pesti Színház előadásaiban is.
2004-2009 között a Nemzeti Színház, majd 2009-től a Centrál Színház tagja.
A Tűzvonalban című magyar akciósorozatban Mike-ot alakította.
Nissim Aloni Az amerikai hercegnőjét a Gólem Színház vitte színpadra: Székhelyi József mellett a darab egyik főszereplője Schmied Zoltán volt, Freddy szerepében. 

### Magánélete
Felesége Schell Judit színésznő volt, két gyermekük van. Később elváltak. 2022-ben vette feleségül Ágoston Katalin színésznőt.

## Színházi szerepei
- Jean Racine: Andromaché....Orestes
- Nissim Aloni: Az amerikai hercegnő....Ferdinánd, a trónörökös
- Georges Feydeau: A balek....Pontagnac
- David Auburn: Egy bizonyítás körvonalai
- Vörösmarty Mihály: Csongor és Tünde....Fejedelem
- Vörösmarty Mihály: Czillei és a Hunyadiak....Kata egyik fia
- Pedro Calderón de la Barca: Az élet álom....1. udvaronc
- Ion Luca Caragiale: Farsang....Adóhivatali gyakornok
- Somogyi Gyula–Zágon István–Eisemann Mihály: Fekete Péter....Angyal Gusztáv
- Weöres Sándor: A holdbeli csónakos
- Shakespeare: III. Richard....Dorset márki
- Hamvai Kornél: Játék az isteni Claudiusról....Apollo, Mnester, Augustus
- Neil Simon–Burt Bacharach: Legénylakás....Karl
- Grimm-testvérek: Legszebb mesék - Grimm mesék
- Lemegy a Nap - Minden Rossz Varieté
- Arisztophanész–Hamvai Kornél: Lüszisztraté....Drákész, főtanácsos
- Andrew Lloyd Webber: Macskák....Tus, Gastrofar George
- Ödön von Horváth: Mesél a bécsi erdő
- Mihail Afanaszjevics Bulgakov: A Mester és Margarita
- Szophoklész: Oidipusz
- Fjodor Mihajlovics Dosztojevszkij: Ördögök
- Heinrich von Kleist: Pentheszileia....Anti
- Hans Alfredson–Tage Danielsson: Picasso kalandjai....Alice B. Toklas
- Shakespeare: Rómeó és Júlia....Rómeó
- Bíró Lajos: Sárga liliom
- Spiró György: Szilveszter....Dalabor
- Karinthy Márton: Tanner John házassága (A Don Juan kód)....Straker
- Reginald Rose: Tizenkét dühös ember....2. esküdt
- Etgar Keret: A trükk....Másik
- Horgas Ádám: Two Blind Mice / Vak meglátta, hogy kiugrott....Kórustag
- Vak meglátta, hogy kiugrott....Dj Choir, karvezető
- Shakespeare: A velencei kalmár....Lorenzo
- Leonyid Andrejev: Kutyakeringő....Tizenhauzen
- Florian Zeller: Házassági leckék középhaladóknak (Paul)
- Shakespeare: Sok hűhó semmiért...Benedek

## Filmjei

### Játékfilmek
- Séta (1999)
- Gyilkosok (1999)
- Fekete-fehér, igen-nem (2001)
- Tempó (2000)
- Öcsögök (2000)
- Pizzás (2001)
- A találkozás elkerülhetetlen (2002)
- Tesó (2003)
- Argo (2003)[7]
- Nincs mese (2004)
- Állítsátok meg Terézanyut! (2004)
- Kész cirkusz (2005)
- Magamnak háttal (2005)
- Szabadság, szerelem (2006)
- Konyec – Az utolsó csekk a pohárban (2007)
- Paktum (2009)
- Liza, a rókatündér (2015)
- Brazilok (2017)
- HHhH – Himmler agyát Heydrichnek hívják (2017)
- X – A rendszerből törölve (2018)
- Éger (2023)
- Futni mentem (2024)

### Tévéfilmek
- Kisváros (1998-2000)
- Szeret, nem szeret (2003-2004)
- Jóban Rosszban (2005)
- Szuromberek királyfi (2007)
- Tűzvonalban (2007)
- Életképek (2008)
- Munkaügyek (2014)
- A fekete múmia átka (2015)
- Kossuthkifli (2015)
- Aranyélet (2015)
- A mi kis falunk (2017–)
- Alvilág (2019)
- Segítség! Itthon vagyok! (2020)
- Kék róka (2022)
- Gólkirályság (2023–)

### Szinkronszerepei
- NCIS - Anthony DiNozzo - Michael Weatherly
- The Walking Dead- Daryl Dixon- Norman Reedus
- The Walking Dead: Daryl Dixon - Daryl Dixon- Norman Reedus
- CSi: A helyszínelők- Greg Sanders- Eric Szmada
- Botcsinálta túsz(wd) - Michael - Jamie Foxx
- Szakítani tudni kell(wd) - Quincy Watson - Jamie Foxx
- A bombák földjén - Matt Thompson - Guy Pearce
- A király beszéde - VIII. Eduárd - Guy Pearce
- Egy régi jó tivornya(wd) - Eric Keppler - Jason Sudeikis
- Anyák napja - Bradley - Jason Sudeikis
- A szökés - Sammy - Laurence Mason(wd)
- Tripla kilences - Gabriel Martin - Norman Reedus
- Lassú tűzön(wd) - Duster - Josh Brolin
- Az utolsó skót király - Dr. Nicholas Garrigan - James McAvoy
- Törvényes gazemberek - Church nyomozó - Hugo Weaving
- 28 héttel később... - Doyle - Jeremy Renner
- Napfény (film) - Robert Mace - Chris Evans
- Paktum - Piotr - Marcin Doronski
- Dr. Change - Raymond - Paul Adelstein
- Mr. Whiskey - Will Chase - Scott Foley
- Kiválasztva - Jacob Orr - Chad Michael Murray
- 11.22.63 - Jake Epping - James Franco
- XXX 2 – A következő fokozat - Kyle Steele - Scott Speedman
- Melissa és Joey - Joe Longo - Joseph Lawrence
- Góóól!(wd) - Gavin Harris - Alessandro Nivola
- Góóól!2.(wd) - Gavin Harris - Alessandro Nivola
- A 13-as rendőrőrs - Jake Roenick - Ethan Hawke
- Van aki melegen szereti - Ben Grandy - Eric Dane
- Cecil B. Demented - Cecil - Stephen Dorff
- Stratton(wd) - John Stratton - Dominic Cooper
- Z – Az elveszett város - Percy Harrison Fawcett - Charlie Hunnam
- Arthur király – A kard legendája - Artúr király - Charlie Hunnam
- Pillangó - Henri Charriére - Charlie Hunnam
- Eszelős szerelem(wd) - Micky - Tchéky Karyo
- Plasztik szerelem - Gus - Paul Schneider(wd)

## CD-k, hangoskönyvek
- Kazuo Ishiguro: Noktürn - Csellisták